# Tytan (1936)
Tytan – największy i najsilniejszy polski holownik przedwojenny, zbudowany w Gdańsku w roku 1936 przez Stocznię Gdańską dla obsługi portu gdyńskiego.
Wszedł do służby w kwietniu 1936 w Wydziale Holowniczo - Ratowniczym Żeglugi Polskiej w Gdyni. Podczas wojny zarekwirowany przez Niemców, pływał pod nazwą  „Zoppot”. Zatopiony w 1945 w porcie gdyńskim, po wydobyciu wyremontowany w Stoczni Gdyńskiej był nadal eksploatowany przez Wydział Holowniczo - Ratowniczy Żeglugi Polskiej a następnie przez Zarząd Portu Gdynia. Złomowany prawdopodobnie w 1980 roku.

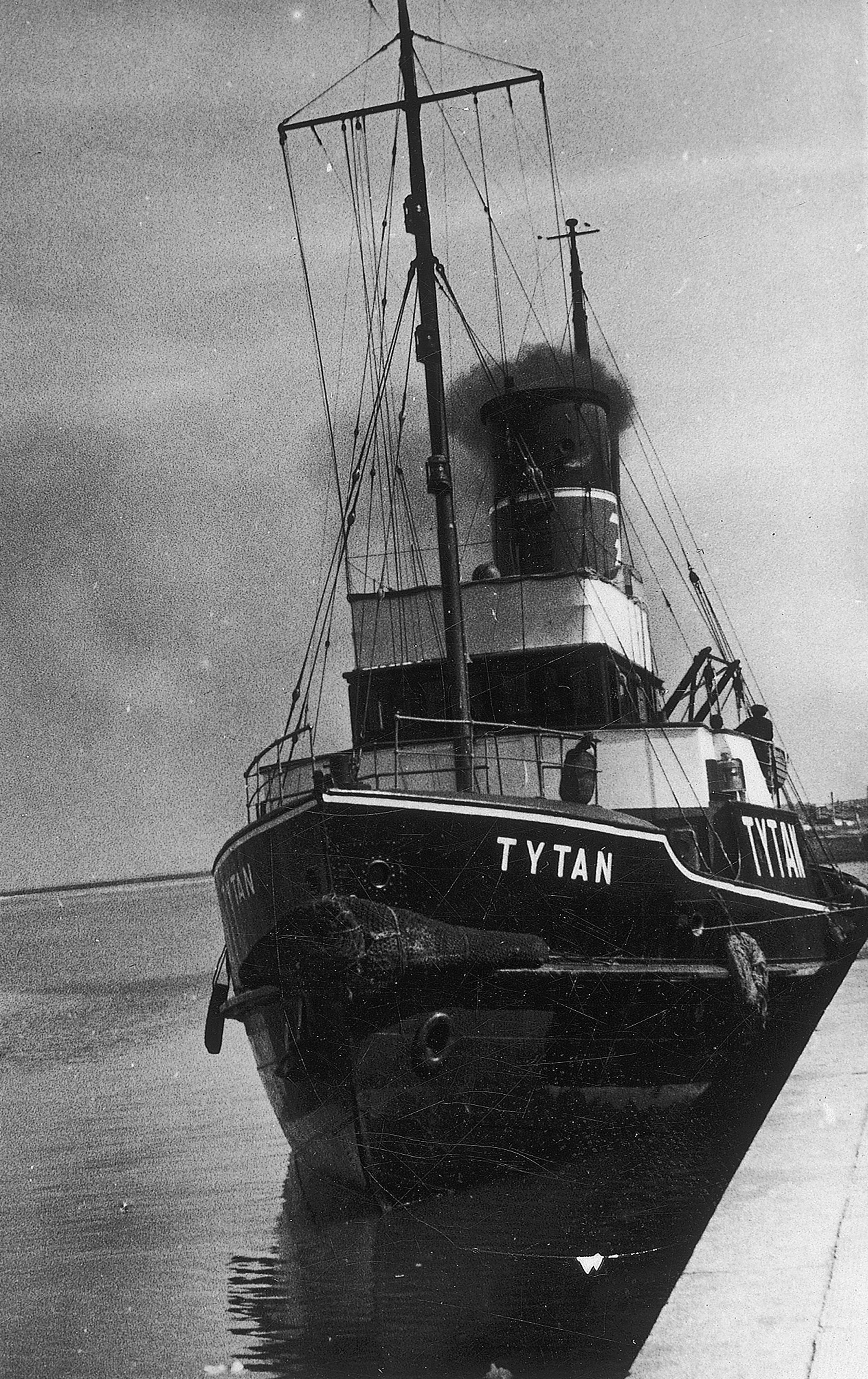
„Tytan”

Nazwę "Tytan" nosi obecnie nowy holownik wybudowany w roku 1999 przez Stocznię Północną